# Delia concorda
Delia concorda este o specie de muște din genul Delia, familia Anthomyiidae. A fost descrisă pentru prima dată de Huckett în anul 1966. Conform Catalogue of Life specia Delia concorda nu are subspecii cunoscute.